# Megasema fritschi
Megasema fritschi är en fjärilsart som beskrevs av Culot 1910. Megasema fritschi ingår i släktet Megasema och familjen nattflyn. Inga underarter finns listade i Catalogue of Life.